# Атмосферный фронт

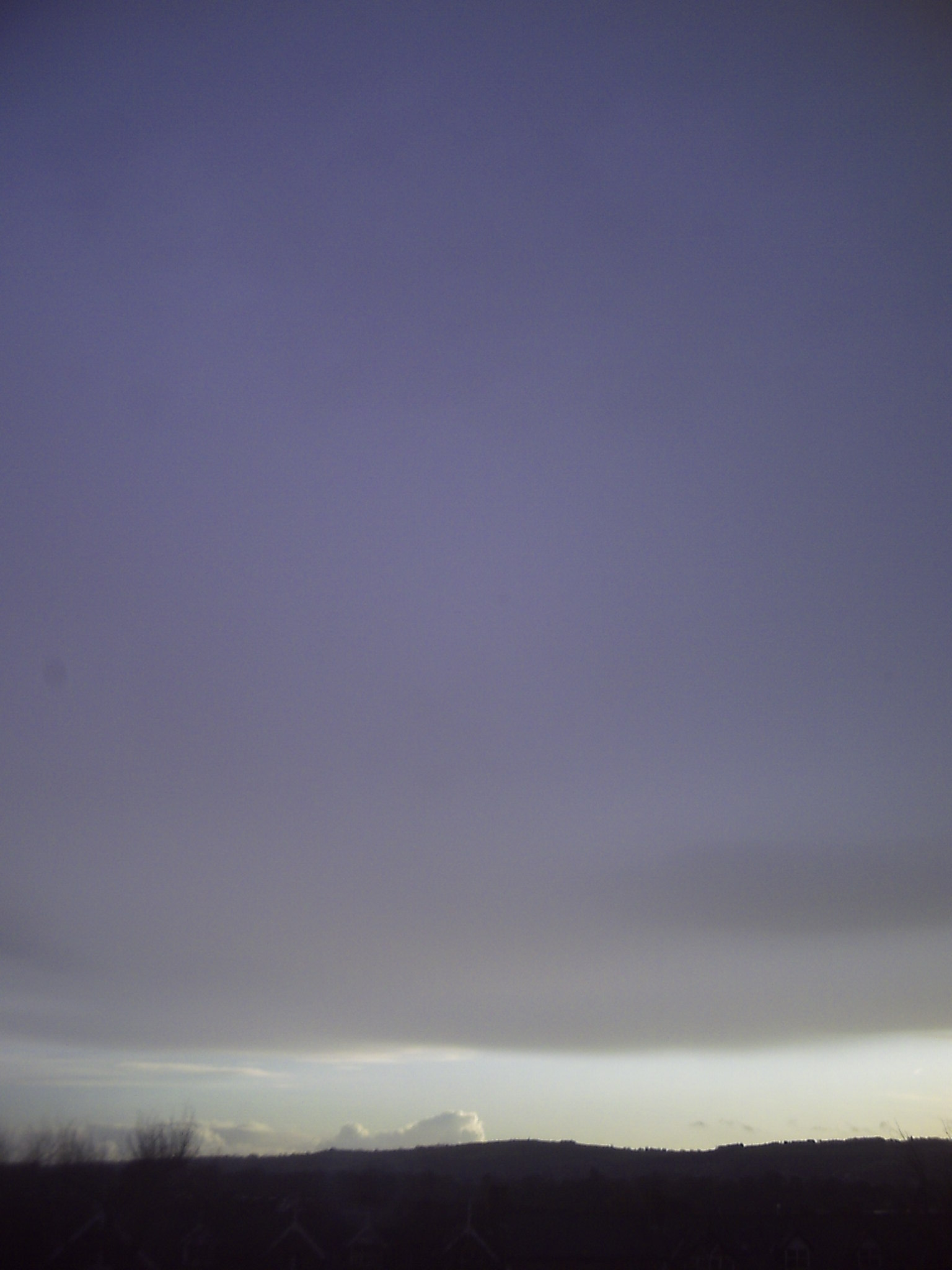
Высокослоистые облака. Нередко наблюдаются в зонах атмосферных фронтов

Атмосфе́рный фронт (от. др.-греч. ατμός — пар, σφαῖρα — шар и лат. frontis — лоб, передняя сторона), фронты тропосферные — переходная зона в тропосфере между смежными воздушными массами с разными физическими свойствами.
Атмосферный фронт возникает при сближении и встрече масс холодного и тёплого воздуха в нижних слоях атмосферы или во всей тропосфере, охватывая слой мощностью до нескольких километров, с образованием между ними наклонной поверхности раздела.
Различают:
- тёплые фронты,
- холодные фронты,
- фронты окклюзии,
- стационарные фронты.

Основными атмосферными фронтами являются:
- арктические,
- умеренные,
- полярные,
- тропические.

Если бы воздушные массы были неподвижны, поверхность атмосферного фронта была бы горизонтальной, с холодным воздухом внизу и тёплым над ним, но поскольку обе массы движутся, она располагается наклонно к земной поверхности. При этом в среднем угол наклона составляет около 1° к поверхности Земли. Теплый фронт наклонен в ту же сторону, в которую движется, а холодный — в противоположную. Наклон фронта в идеальной модели может быть выражен через формулу Маргулеса.

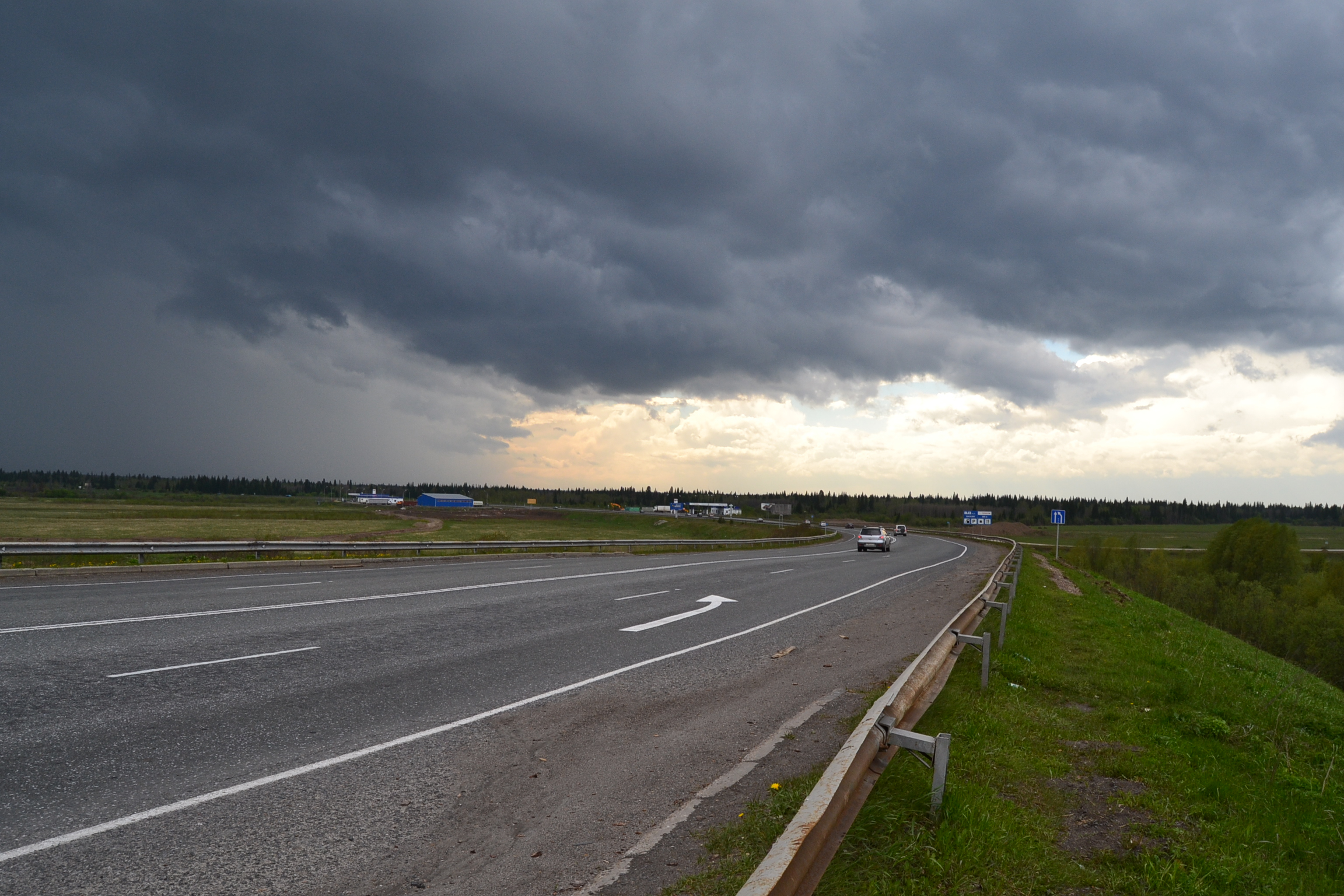
Фронтальный раздел

Зона атмосферного фронта очень узка по сравнению с разделяемыми ею воздушными массами, поэтому для целей теоретического исследования её приближённо рассматривают как поверхность раздела двух воздушных масс разной температуры и называемой фронтальной поверхностью. По этой причине на синоптических картах фронты изображают в виде линии (линия фронта). В пересечении с земной поверхностью зона фронта имеет ширину порядка десятков километров, горизонтальные же размеры самих воздушных масс — порядка тысяч километров.
При сближении воздушных масс, имеющих различные характеристики, в зоне между ними образуется тангенциальный разрыв, то есть:
1. Увеличиваются горизонтальные градиенты температуры воздуха, влажности.
2. Поле давления имеет ложбину или «скрытую ложбину».
3. Касательная к линии разрыва скорость ветра имеет скачок.

Наоборот, при удалении воздушных масс друг от друга градиенты метеорологических величин и скорости ветра уменьшаются. Переходные зоны в тропосфере, в которых происходит сближение воздушных масс с различными характеристиками, называются фронтальными зонами.
В горизонтальном направлении протяжённость фронтов, как и воздушных масс, имеет тысячи километров, по вертикали — около 5 км, ширина фронтальной зоны у поверхности Земли — порядка сотни километров, на высотах — несколько сотен километров. Фронтальные зоны характеризуются значительными изменениями температуры воздуха и влажности, направлений ветра вдоль горизонтальной поверхности, как на уровне Земли, так и выше.
Сечение фронтальной поверхностью поверхности Земли называется атмосферным фронтом и наносится на приземную синоптическую карту. На карты барической топографии наносятся высотные фронтальные зоны (ВФЗ) — сечения фронтальной поверхностью изобарических поверхностей.
«Фронтальная поверхность» — зона перехода, разделяющая воздушные массы с различными свойствами. В том числе, с различной плотностью воздуха. Непрерывность давления накладывает определённые условия на пространственную ориентацию фронтальной поверхности. При отсутствии движения любой разрыв в поле плотностей (или зона быстрого перехода из одной воздушной массы в другую) должен быть горизонтальным. При наличии движения поверхность перехода становится наклонной, при этом более плотный воздух (холодный) образует клин под менее плотным (тёплым), а тёплый воздух совершает восходящее скольжение вдоль этого клина.
Толщина фронтальной поверхности по вертикали очень мала — несколько сотен метров, это гораздо меньше, чем ширина воздушных масс, которые она разделяет. В пределах тропосферы одна воздушная масса перекрывает другую. Ширина зоны фронта на картах погоды составляет несколько десятков километров, но при анализе синоптических карт фронт проводят в виде одной линии. Лишь на вертикальных разрезах атмосферы крупного масштаба удается выявить верхнюю и нижнюю границы переходного слоя.
На фронтах большое развитие получают восходящие движения воздуха, поэтому вблизи фронтов имеются благоприятные условия для образования облаков и выпадения осадков. Их появлению способствует, во-первых, сходимость ветра к линии фронта в приземном слое (отрицательная дивергенция горизонтальной компоненты ветра). Кроме того, в системе фронтов происходит подъём тёплого воздуха (восходящее скольжение) по клину холодного воздуха. Восходящие движения воздуха возникают и вследствие разности скоростей зафронтального и предфронтального воздуха, то есть когда зафронтальный воздух движется быстрее, чем предфронтальный. Подъём воздуха происходит на тех участках фронта, где наблюдается нестационарность движения. Восходящим движениям на ранней стадии развития циклона способствует также динамическое падение давления. При подъёме воздуха происходит его адиабатическое охлаждение, формирование облачности и осадков.
Хорошо выраженный фронт имеет высоту несколько километров, чаще всего — 3—5 км. С основными фронтами связаны продолжительные и обильные осадки; в системе вторичных фронтов процессы облакообразования выражены слабее, осадки кратковременны и не всегда достигают Земли. Также существуют внутримассовые осадки, не связанные с фронтами.
В приземном слое вследствие сходимости воздушных потоков к оси барических ложбин здесь создаются наибольшие контрасты температуры воздуха — поэтому фронты у Земли располагаются именно вдоль осей барических ложбин. Фронты не могут располагаться вдоль осей барических гребней, где имеет место расходимость воздушных потоков, а могут лишь пересекать ось гребня под большим углом.
С высотой контрасты температур на оси барической ложбины уменьшаются — ось ложбины смещается в сторону более низких температур воздуха и стремится совместиться с осью термической ложбины, где контрасты температуры минимальны. Так с высотой фронт постепенно отходит от оси барической ложбины на её периферию, туда, где создаются наибольшие контрасты.
Подстилающая поверхность оказывает значительное влияние на перемещение и свойства фронтов. В пределах нижних сотен метров влияние трения приводит к деформации профиля фронта. Неравномерность трения, связанная с различием в характере подстилающей поверхности, также приводит к деформации профиля фронта, особенно в условиях сложного рельефа. Орографические препятствия могут влиять на перемещение фронтов и вызывать как деформации самих фронтов, так и изменения связанных с ними эффектов, или создавать новые эффекты. Переваливание фронтов через горные препятствия отражается на процессах облако- и осадкообразования. Воздух вообще стремится обтекать препятствия в горизонтальном направлении, так как при этом происходит наименьшая затрата энергии. В том случае, если воздух стратифицирован неустойчиво, он частично перетекает через хребет, особенно в центральной его части. Это перетекание в десятки раз менее интенсивно, чем боковое обтекание. Кроме того, оно имеет резко турбулентный характер, благодаря сильному трению в условиях горного рельефа.
Фронт, пересекающий горный хребет, частично разрушается, линия фронта приобретает «извилистый» характер. Даже низкие препятствия частично будут обтекаться горизонтально, а при устойчивой стратификации и высоких препятствиях единственно возможное перетекание — горизонтальное. При приближении холодного фронта к хребту происходит восходящее движение тёплого воздуха, который оказывается «зажатым» между клином холодного воздуха и хребтом, усиливаются процессы облако- и осадкообразования перед фронтом. Ветер перед фронтом также усиливается, так как сближаются линии тока в тёплом воздухе, между холодным фронтом и хребтом.